# Ecnomiohyla valancifer
Ecnomiohyla valancifer е вид земноводно от семейство Дървесници (Hylidae). Видът е критично застрашен от изчезване.

## Разпространение
Разпространен е в Мексико.